# إسماعيل أباد (باغ صفا)
اسماعیل أباد (بالفارسية: اسماعیل‌آباد) هي قرية تقع في إيران في قسم باغ صفا الريفي. يقدر عدد سكانها بـ 19 نسمة .